# 马小洁
马小洁（1964年1月—），男，汉族，湖北大冶人，中华人民共和国政治人物，2018年任华中科技大学党委常务副书记、副校长，2019年12月任兰州大学党委书记。